# Anna Fitzpatrick
Anna Fitzpatrick (ur. 6 kwietnia 1989 w Sheffield) – brytyjska tenisistka. Najwyżej była na 318. miejscu w rankingu WTA, jest zawodniczką numer 9 w Wielkiej Brytanii. W rankingu juniorskim ITF zajmuje 184. miejsce.
Podczas Wimbledonu w 2007 roku, jako nierozstawiona zawodniczka osiągnęła półfinał gry pojedynczej dziewcząt pokonując w drugiej rundzie rozstawioną z numerem 4 Ksieniję Mileuską, a w ćwierćfinale Gail Brodsky. W półfinale przegrała z Urszulą Radwańską, która ostatecznie wygrała turniej.

## Zwycięstwa w turniejach juniorskich

### gra podwójna (1)
| Lp | Rok  | Turniej    | Partnerka   | Finalistki                     | Wynik   |
| 1. | 2005 | Boca Raton | Jade Curtis | Hsu Chieh-yu / Alina Jerjomina | 6/3 6/2 |

## Zwycięstwa w turniejach zawodowych

### gra pojedyncza (3 ITF)
| Lp | Rok  | Turniej    | Finalistka      | Wynik       |
| 1. | 2006 | Ilkley     | Anna Smith      | 6/4 6/3     |
| 2. | 2010 | Sunderland | Samantha Murray | 6/2 3/6 7/5 |
| 3. | 2011 | Wrexham    | Jade Windley    | 6/7 6/3 7/5 |